# Shanghai Haigang Zuqiu Julebu 2024
Questa voce raccoglie le informazioni riguardanti lo Shanghai Port nelle competizioni ufficiali della stagione 2024.

## Maglie e sponsor
Lo sponsor tecnico per la stagione 2024 si riconferma la Nike mentre quello ufficiale rimane lo Shanghai Automotive Industry Corporation, a cui viene aggiunto sul petto Morris Garages in AFC Champions League. Sulla schiena e sulle maniche non vengono applicati sponsor nella coppa internazionale, mentre in campionato viene usato lo sponsor Roewe.
| Casa | Trasferta |

## Rosa
| N. |                          | Ruolo | Calciatore       |
| -- | ------------------------ | ----- | ---------------- |
| 1  | Cina (bandiera)          | P     | Yan Junling      |
| 2  | Cina (bandiera)          | D     | Li Ang           |
| 3  | Cina (bandiera)          | D     | Tyias Browning   |
| 4  | Cina (bandiera)          | D     | Wang Shenchao    |
| 5  | Cina (bandiera)          | D     | Zhang Linpeng    |
| 6  | Cina (bandiera)          | C     | Cai Huikang      |
| 7  | Cina (bandiera)          | A     | Wu Lei           |
| 8  | Brasile (bandiera)       | C     | Oscar (capitano) |
| 9  | Brasile (bandiera)       | A     | Gustavo          |
| 10 | Argentina (bandiera)     | A     | Matías Vargas    |
| 11 | Cina (bandiera)          | A     | Lü Wenjun        |
| 12 | Cina (bandiera)          | P     | Chen Wei         |
| 13 | Cina (bandiera)          | D     | Wei Zhen         |
| 14 | Cina (bandiera)          | A     | Li Shenglong     |
| 16 | Cina (bandiera)          | C     | Xu Xin           |
| 17 | Taipei cinese (bandiera) | C     | Will Donkin      |

| N. |                    | Ruolo | Calciatore    |
| -- | ------------------ | ----- | ------------- |
| 18 | Brasile (bandiera) | C     | Léo Cittadini |
| 19 | Cina (bandiera)    | A     | Wang Zhen'ao  |
| 20 | Cina (bandiera)    | C     | Yang Shiyuan  |
| 22 | Brasile (bandiera) | C     | Matheus Jussa |
| 23 | Cina (bandiera)    | C     | Fu Huan       |
| 25 | Cina (bandiera)    | P     | Du Jia        |
| 27 | Cina (bandiera)    | A     | Feng Jin      |
| 28 | Cina (bandiera)    | D     | He Guan       |
| 31 | Cina (bandiera)    | D     | Bao Shimeng   |
| 32 | Cina (bandiera)    | D     | Li Shuai      |
| 33 | Cina (bandiera)    | A     | Liu Zhurun    |
| 37 | Cina (bandiera)    | C     | Chen Xuhuang  |
| 38 | Cina (bandiera)    | C     | Li Deming     |
| 41 | Cina (bandiera)    | P     | Liang Kun     |
| 43 | Cina (bandiera)    | D     | Wang Yiwei    |
| 45 | Cina (bandiera)    | A     | Liu Xiaolong  |

## Organigramma societario

### Area Tecnica
- Kevin Muscat - Allenatore
- Vincenzo Ierardo - Vice allenatore
- Ross Aloisi - Vice allenatore
- Ian Walker - Allenatore dei portieri
- Huiqiang Cai - Collaboratore tecnico

## Calciomercato

### Sessione invernale
| Acquisti         | Acquisti      | Acquisti            | Acquisti               |
| R.               | Nome          | da                  | Modalità               |
| ---------------- | ------------- | ------------------- | ---------------------- |
| D                | He Guan       | Wuhan San Zhen      | fine prestito          |
| D                | Fu Huan       | Nanjing Chengshi    | fine prestito          |
| D                | Zhang Wei     | Qingdao Hainiu      | fine prestito          |
| C                | Matheus Jussa | Fortaleza           | definitivo (372.000 €) |
| Altre operazioni |               |                     |                        |
| R.               | Nome          | da                  | Modalità               |
| A                | Lei Wenjie    | Qingdao Qingchundao | fine prestito          |

| Cessioni         | Cessioni         | Cessioni               | Cessioni         |
| R.               | Nome             | a                      | Modalità         |
| Altre Operazioni | Altre Operazioni | Altre Operazioni       | Altre Operazioni |
| R.               | Nome             | a                      | Modalità         |
| ---------------- | ---------------- | ---------------------- | ---------------- |
| D                | Zhang Wei        | Shenzhen Xin Pengcheng | svincolato       |
| A                | Lei Wenjie       | Qingdao Qingchundao    | prestito         |

### Sessione estiva
| Acquisti         | Acquisti     | Acquisti       | Acquisti             |
| R.               | Nome         | da             | Modalità             |
| ---------------- | ------------ | -------------- | -------------------- |
| D                | Willian Popp | Muangthong Utd | prestito (177.000 €) |
| Altre operazioni |              |                |                      |
| R.               | Nome         | da             | Modalità             |

| Cessioni         | Cessioni | Cessioni | Cessioni            |
| R.               | Nome     | a        | Modalità            |
| ---------------- | -------- | -------- | ------------------- |
| D                | He Guan  | Henan    | prestito (26.000 €) |
| Altre operazioni |          |          |                     |
| R.               | Nome     | a        | Modalità            |

## Statistiche

### Statistiche di squadra
| Competizione               | Punti | In casa | In casa | In casa | In casa | In casa | In casa | In trasferta | In trasferta | In trasferta | In trasferta | In trasferta | In trasferta | Totale | Totale | Totale | Totale | Totale | Totale | DR |
| Competizione               | Punti | G       | V       | N       | P       | Gf      | Gs      | G            | V            | N            | P            | Gf           | Gs           | G      | V      | N      | P      | Gf     | Gs     | DR |
| -------------------------- | ----- | ------- | ------- | ------- | ------- | ------- | ------- | ------------ | ------------ | ------------ | ------------ | ------------ | ------------ | ------ | ------ | ------ | ------ | ------ | ------ | -- |
| Super League               | 0     | 0       | 0       | 0       | 0       | 0       | 0       | 0            | 0            | 0            | 0            | 0            | 0            | 0      | 0      | 0      | 0      | 0      | 0      | 0  |
| Coppa di Cina              | -     | 0       | 0       | 0       | 0       | 0       | 0       | 0            | 0            | 0            | 0            | 0            | 0            | 0      | 0      | 0      | 0      | 0      | 0      | 0  |
| AFC Champions League Elite | 0     | 0       | 0       | 0       | 0       | 0       | 0       | 0            | 0            | 0            | 0            | 0            | 0            | 0      | 0      | 0      | 0      | 0      | 0      | 0  |
| Totale                     | 0     | 0       | 0       | 0       | 0       | 0       | 0       | 0            | 0            | 0            | 0            | 0            | 0            | 0      | 0      | 0      | 0      | 0      | 0      | 0  |

### Statistiche dei giocatori
Sono in corsivo i calciatori che hanno lasciato la società a stagione in corso.
| Giocatore      | Super League | Super League | Super League | Super League | Coppa di Cina | Coppa di Cina | Coppa di Cina | Coppa di Cina | AFC Champions League Elite | AFC Champions League Elite | AFC Champions League Elite | AFC Champions League Elite | Supercoppa di Cina | Supercoppa di Cina | Supercoppa di Cina | Supercoppa di Cina | Totale   | Totale | Totale      | Totale     |
| Giocatore      | Presenze     | Reti         | Ammonizioni  | Espulsioni   | Presenze      | Reti          | Ammonizioni   | Espulsioni    | Presenze                   | Reti                       | Ammonizioni                | Espulsioni                 | Presenze           | Reti               | Ammonizioni        | Espulsioni         | Presenze | Reti   | Ammonizioni | Espulsioni |
| -------------- | ------------ | ------------ | ------------ | ------------ | ------------- | ------------- | ------------- | ------------- | -------------------------- | -------------------------- | -------------------------- | -------------------------- | ------------------ | ------------------ | ------------------ | ------------------ | -------- | ------ | ----------- | ---------- |
| Tyias Browning | 28           | 1            | 4            | 0            | 3             | 0             | 0             | 0             | 3                          | 0                          | 0                          | 0                          | -                  | -                  | -                  | -                  | 34       | 1      | 4           | 0          |
| Bao Shimeng    | 10           | 0            | 2            | 0            | 2             | 0             | 0             | 0             | 3                          | 0                          | 0                          | 0                          | -                  | -                  | -                  | -                  | 15       | 0      | 2           | 0          |
| Cai Huikang    | 4            | 0            | 0            | 0            | 0             | 0             | 0             | 0             | 0                          | 0                          | 0                          | 0                          | -                  | -                  | -                  | -                  | 4        | 0      | 0           | 0          |
| Chen Xuhuang   | 0            | 0            | 0            | 0            | 1             | 0             | 1             | 0             | 0                          | 0                          | 0                          | 0                          | 0                  | 0                  | 0                  | 0                  | 1        | 0      | 1           | 0          |
| Chen Wei       | 0            | 0            | 0            | 0            | 1             | 0             | 0             | 0             | 0                          | 0                          | 0                          | 0                          | 0                  | 0                  | 0                  | 0                  | 1        | 0      | 0           | 0          |
| Léo Cittadini  | 28           | 4            | 3            | 0            | 4             | 3             | 0             | 0             | 3                          | 0                          | 0                          | 0                          | -                  | -                  | -                  | -                  | 35       | 7      | 3           | 0          |
| Will Donkin    | 5            | 0            | 0            | 0            | -             | -             | -             | -             | -                          | -                          | -                          | -                          | 0                  | 0                  | 0                  | 0                  | 5        | 0      | 0           | 0          |
| Du Jia         | 0            | 0            | 0            | 0            | 0             | 0             | 0             | 0             | 0                          | 0                          | 0                          | 0                          | 0                  | 0                  | 0                  | 0                  | 0        | 0      | 0           | 0          |
| Feng Jin       | 26           | 2            | 0            | 0            | 5             | 1             | 0             | 0             | 4                          | 0                          | 0                          | 0                          | 1                  | 0                  | 0                  | 0                  | 36       | 3      | 0           | 0          |
| Fu Huan        | 12           | 0            | 0            | 0            | 3             | 0             | 0             | 0             | 5                          | 0                          | 0                          | 0                          | -                  | -                  | -                  | -                  | 20       | 0      | 0           | 0          |
| Gustavo        | 28           | 20           | 3            | 0            | 3             | 0             | 0             | 0             | 6                          | 1                          | 1                          | 0                          | -                  | -                  | -                  | -                  | 37       | 21     | 4           | 0          |
| He Guan        | 0            | 0            | 0            | 0            | -             | -             | -             | -             | -                          | -                          | -                          | -                          | 0                  | 0                  | 0                  | 0                  | 0        | 0      | 0           | 0          |
| Matheus Jussa  | 28           | 2            | 3            | 1            | 4             | 0             | 1             | 0             | 3                          | 0                          | 1                          | 1                          | 1                  | 0                  | 2                  | 1                  | 36       | 2      | 7           | 3          |
| Li Ang         | 13           | 1            | 2            | 0            | 5             | 0             | 0             | 0             | 3                          | 1                          | 0                          | 1                          | 1                  | 0                  | 0                  | 0                  | 22       | 2      | 2           | 1          |
| Li Deming      | 0            | 0            | 0            | 0            | 1             | 0             | 0             | 0             | 0                          | 0                          | 0                          | 0                          | 0                  | 0                  | 0                  | 0                  | 1        | 0      | 0           | 0          |
| Li Shenglong   | 6            | 0            | 1            | 0            | 2             | 1             | 0             | 0             | -                          | -                          | -                          | -                          | -                  | -                  | -                  | -                  | 8        | 1      | 1           | 0          |
| Li Shuai       | 27           | 0            | 2            | 0            | 4             | 1             | 0             | 0             | 6                          | 0                          | 0                          | 0                          | 1                  | 0                  | 0                  | 0                  | 38       | 1      | 2           | 0          |
| Liang Kun      | 0            | 0            | 0            | 0            | 0             | 0             | 0             | 0             | -                          | -                          | -                          | -                          | -                  | -                  | -                  | -                  | 0        | 0      | 0           | 0          |
| Liu Xiaolong   | 1            | 0            | 0            | 0            | 1             | 0             | 0             | 0             | 1                          | 0                          | 0                          | 0                          | 1                  | 0                  | 0                  | 0                  | 4        | 0      | 0           | 0          |
| Liu Zhurun     | 8            | 0            | 0            | 0            | 2             | 0             | 0             | 0             | 1                          | 0                          | 0                          | 0                          | 0                  | 0                  | 0                  | 0                  | 11       | 0      | 0           | 0          |
| Lü Wenjun      | 22           | 0            | 0            | 0            | 5             | 0             | 0             | 0             | 4                          | 0                          | 0                          | 0                          | 1                  | 0                  | 0                  | 0                  | 32       | 0      | 0           | 0          |
| Oscar          | 29           | 14           | 2            | 0            | 4             | 1             | 1             | 0             | 6                          | 1                          | 2                          | 0                          | 1                  | 0                  | 0                  | 0                  | 40       | 16     | 5           | 0          |
| Willian Popp   | -            | -            | -            | -            | -             | -             | -             | -             | 5                          | 1                          | 2                          | 0                          | -                  | -                  | -                  | -                  | 5        | 1      | 2           | 0          |
| Matías Vargas  | 28           | 12           | 4            | 0            | 4             | 1             | 1             | 0             | 5                          | 5                          | 1                          | 0                          | 1                  | 0                  | 0                  | 0                  | 38       | 18     | 6           | 0          |
| Xu Xin         | 25           | 1            | 1            | 0            | 5             | 0             | 0             | 0             | 5                          | 0                          | 2                          | 0                          | 1                  | 0                  | 0                  | 0                  | 36       | 1      | 3           | 0          |
| Wang Shenchao  | 28           | 3            | 2            | 0            | 5             | 0             | 0             | 0             | 6                          | 0                          | 1                          | 0                          | 1                  | 0                  | 0                  | 0                  | 40       | 3      | 3           | 0          |
| Wang Zhen'ao   | 13           | 0            | 5            | 0            | 2             | 1             | 0             | 0             | 2                          | 0                          | 0                          | 0                          | 1                  | 0                  | 0                  | 0                  | 18       | 1      | 5           | 0          |
| Wei Zhen       | 20           | 0            | 2            | 1            | 2             | 0             | 0             | 0             | 6                          | 0                          | 2                          | 1                          | 0                  | 0                  | 0                  | 0                  | 28       | 0      | 4           | 2          |
| Wu Lei         | 29           | 34           | 2            | 0            | 3             | 3             | 0             | 0             | 2                          | 1                          | 0                          | 0                          | 1                  | 0                  | 0                  | 0                  | 35       | 38     | 2           | 0          |
| Yan Junling    | 30           | -30          | 0            | 0            | 4             | -4            | 1             | 0             | 6                          | -12                        | 1                          | 0                          | 1                  | -1                 | 0                  | 0                  | 41       | -47    | 2           | 0          |
| Yang Shiyuan   | 7            | 0            | 1            | 0            | 1             | 0             | 0             | 0             | 4                          | 0                          | 2                          | 0                          | 1                  | 0                  | 0                  | 0                  | 13       | 0      | 3           | 0          |
| Zhang Linpeng  | 12           | 1            | 1            | 0            | 2             | 0             | 0             | 0             | -                          | -                          | -                          | -                          | 1                  | 0                  | 0                  | 0                  | 15       | 1      | 1           | 0          |